# Vincou
Vincou – rzeka we Francji, przepływająca przez teren departamentu Haute-Vienne, o długości 50 km. Stanowi lewy dopływ rzeki Gartempe.